# Барон Монтермар

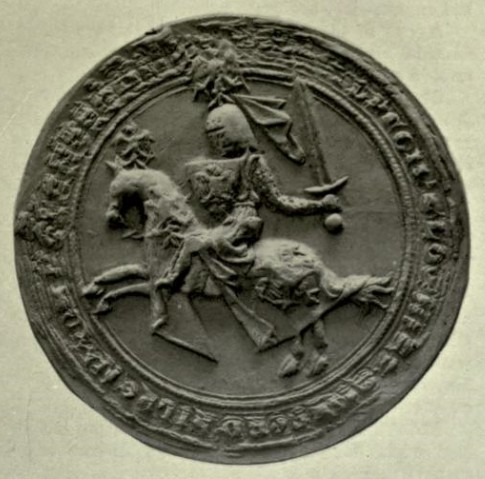
Печать Ральфа де Монтермара, 1-го барона Монтермара (ок. 1270—1325)

Герб баронов Монтермар

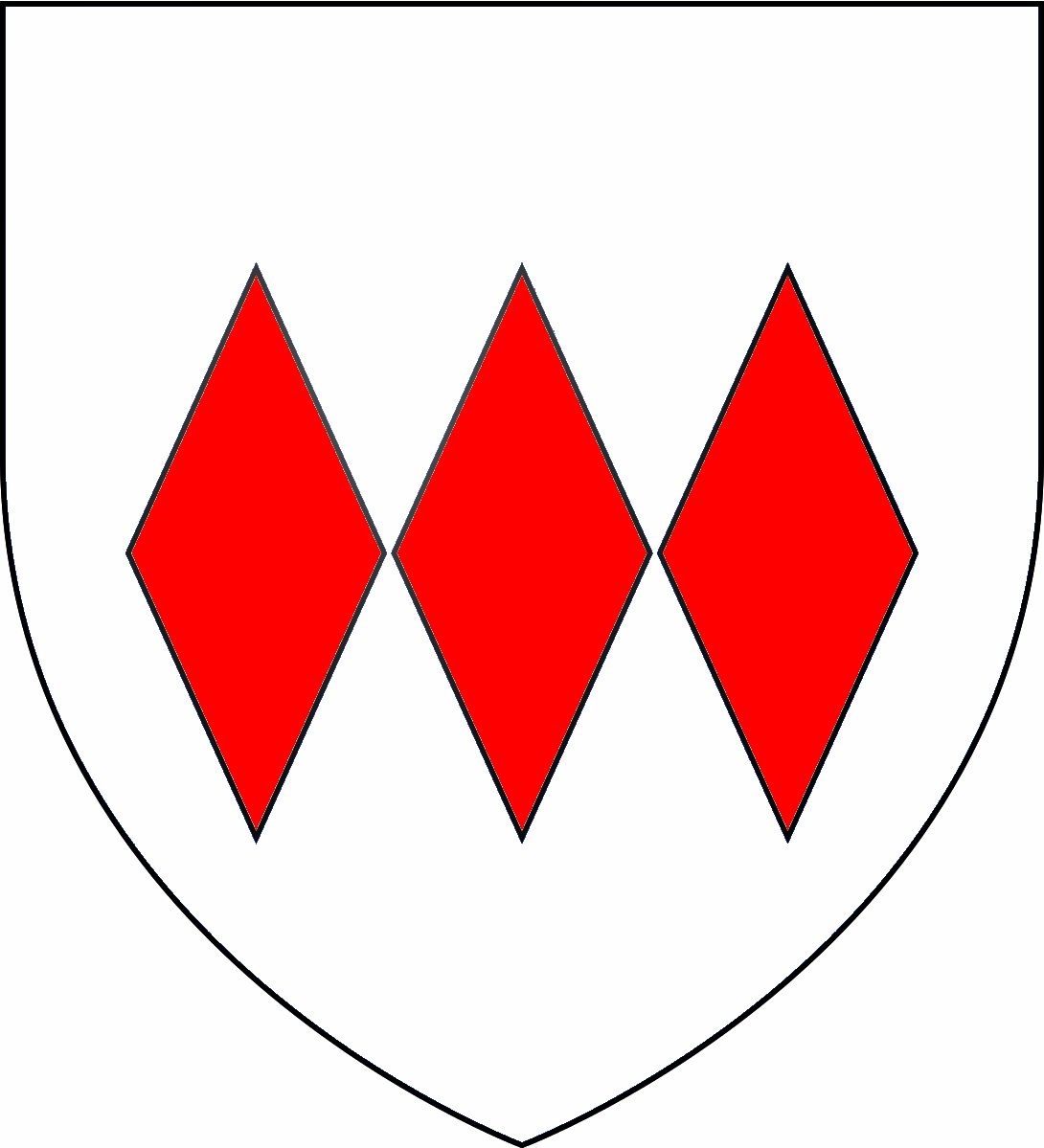
Герб баронов Монтегю

Барон Монтермар (англ. Baron Monthermer) — угасший старинный баронский титул, который дважды создавался в системе Пэрства Англии: в 1309 и 1326 годах.

## История
Впервые баронский титул был создан для Ральфа де Монтемара (ок. 1270—1325), который 4 марта 1309 года был вызван в парламент в качестве лорда Монтермара. Ему наследовал его старший сын, Томас де Монтермар, 2-й барон Монтермар (1301—1340). Его сменила его единственная дочь, Маргарет де Монтермар, 3-я баронесса Монтермар (ум. 1395). Она вышла замуж за Джона Монтегю, 1-го барона Монтегю (ок. 1330 — ок. 1390), который был признан 3-м бароном Монтермаром (по праву жены). Им наследовал их старший сын, Джон Монтегю, 4-й барон Монтермар и 2-й барон Монтегю (ок. 1350—1400), который получил в 1397 году титул 3-го графа Солсбери. Его сменил его старший сын, Томас Монтегю, 4-й граф Солсбери, 5-й барон Монтермар и 3-й барон Монтегю (1388—1428). Ему наследовала его единственная дочь, Элис де Монтегю, 6-я баронесса Монтермар (1407—1462). Она вышла замуж за Ричарда Невилла, 5-го графа Солсбери (ок. 1400—1460), который стал 6-м бароном Монтермаром (по праву жены). Ей наследовал их старший сын, Ричард Невилл, 16-й граф Уорик, 6-й граф Солсбери, 7-й барон Монтермар (1428—1471).
Вторично баронский титул был создан для Эдварда де Монтермара (ум. 1340), младшего сына Ральфа де Монтермара, который был вызван в парламент 23 апреля 1326 года в качестве лорда Монтермара. После его смерти в 1340 году титул прервался.

## Бароны Монтермар (1309)
- Ральф де Монтермар, 1-й барон Монтермар (ок. 1270 — 5 апреля 1325)
- Томас де Монтермар, 2-й барон Монтермар (4 октября 1301 — 24 июня 1340), старший сын предыдущего
- Маргарет де Монтермар, 3-я баронесса Монтермар (ум. 1395), единственная дочь предыдущего, жена Джона де Монтегю, 1-го барона Монтегю
  - Джон де Монтегю, 1-й барон Монтегю (ок. 1330—1390), 3-й барон Монтермар (по праву жены)
- Джон де Монтегю, 4-й барон Монтермар, 2-й барон Монтегю (ок. 1350 — 5 января 1400), старший сын предыдущего. С 1397 года — 3-й граф Солсбери.
- Томас де Монтегю, 4-й граф Солсбери, 5-й барон Монтермар, 3-й барон Монтегю (13 июня 1388 — 3 ноября 1428), старший сын предыдущего
- Элис де Монтегю, 6-я баронесса Монтермар, 4-я баронесса Монтегю (1407 — до 9 декабря 1462), единственная дочь предыдущего, жена Ричарда Невилла, 5-го графа Солсбери
  - Ричард Невилл, 5-й граф Солсбери (1400 — 31 декабря 1460), 6-й барон Монтермар (по праву жены)
- Ричард Невилл, 16-й граф Уорик, 6-й граф Солсбери, 7-й Барон Монтемар (28 ноября 1428 — 14 апреля 1471), старший сын предыдущих.

## Барон Монтермар (1326)
- Эдвард де Монтермар, 1-й барон Монтермар (1304—1340), младший сын Ральфа де Монтермара, 1-го барона Монтермара (ок. 1270—1325).